# Талбаков Ісмоїл Іброхімович
Ісмоіл Іброхімович Талбаков (тадж. Исмоил Иброимович Талбаков; 24 березня 1955, кишлак Хасанбегі, Радянський район, Таджицька РСР — 17 грудня 2016, Душанбе, Таджикистан) — радянський, потім таджицький політичний діяч, голова Комуністичної партії Таджикистану (2016).

## Біографія
В 1976 закінчив економічний факультет Таджицького державного університету, з 1983 перебував на партійній роботі.
У 1990—1993 роках обіймав посаду першого секретаря Радянського райкому Комуністичної партії Таджикистану (КПТ), у 1993—2000 роках — перший секретар Компартії в Кулябській зоні Хатлонської області.
З 2000 року — депутат Національної Ради Маджлісі Олі Таджикистану. Був заступником голови Комітету із соціально-економічних питань Міжпарламентської Асамблеї СНД.
У 2006 і в 2013 роках висувався Компартією як кандидат на виборах президента Таджикистану, посівши, відповідно, третє та друге місця за кількістю голосів після Емомалі Рахмона.
У липні 2016 на XXXII з'їзді КПТ обрано на посаду голови партії, випередивши (32 проти 25 голосів делегатів) під час голосування Шоді Шабдолова, який беззмінно стояв біля керма КПТ попередні 25 років.
Похований на цвинтарі «Сарі Осіо».